# Laurens van Ravens

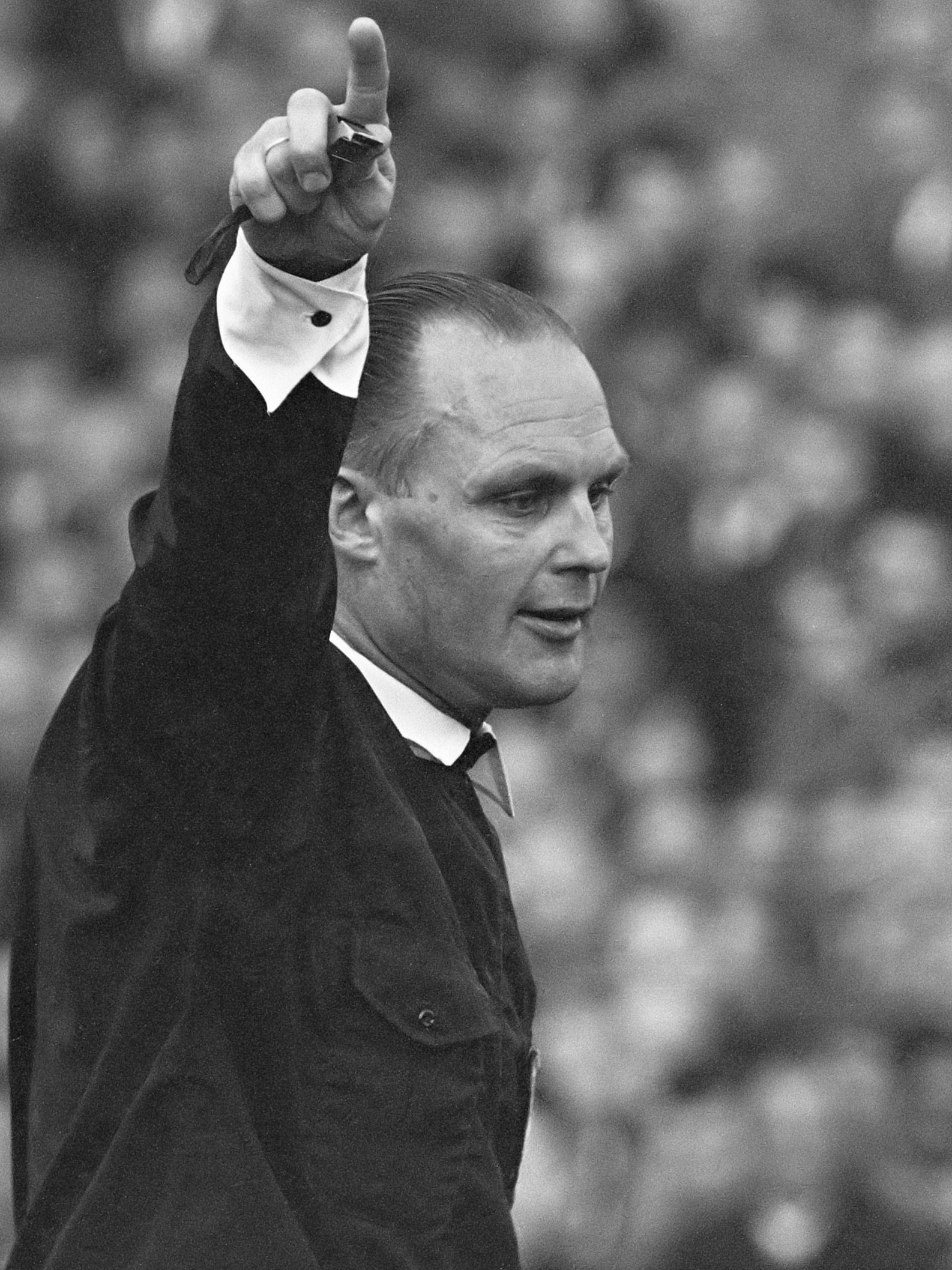
Lau van Ravens (1967)

Laurens (Lau) van Ravens (* 18. September 1922 in Schiedam; † 23. Oktober 2018 in Rijswijk) war ein niederländischer Fußballschiedsrichter. Ab 1966 war van Ravens FIFA-Schiedsrichter und leitete zwei Spiele der Fußball-Weltmeisterschaft 1970. Außerdem leitete er das Finale im Europapokal der Pokalsieger 1968/69, das Finalhinspiel im Messestädte-Pokal 1970/71 sowie das Rückspiel im Finale des UEFA-Pokals 1971/72.